# Paulo Stein
Paul Stein (Río de Janeiro, 6 de octubre de 1947-Ibidem, 27 de marzo de 2021) fue un periodista, locutor de radio, presentador de televisión y periodista deportivo brasileño.

## Biografía
Paulo Stein comenzó a trabajar en Jornal dos Sports en 1968, donde permaneció hasta 1969. Fue reportero y editor de O Estado de S. Paulo de 1969 a 1978.
En la radio trabajó en Tupi de 1971 a 1976 y en Nacional de 1976 a 1981. Fue columnista del diario O Fluminense entre 1978 y 1981.
En televisión, fue director deportivo, presentador del programa Bola na Mesa y narrador de TV Bandeirantes Río de Janeiro de 1977 a 1982. En 1983 se trasladó a la Rede Manchete donde fue director deportivo y, además de la cobertura deportiva, también se consagró en las retransmisiones carnavalescas, que narró de 1984 a 1998. Fue el primer locutor que transmitió desde el Sambódromo Carioca y también desde Manaus. Narró el carnaval de São Paulo durante varios años y el de Salvador, en 1993. En 1996, se fue a RecordTV, pero regresó en 1998 a Manchete, donde también cubrió el Mundial de 1998. Paulo Stein estuvo en Manchete hasta 1999, cuando fue puesto a disposición en noviembre de ese año por RedeTV!, que compró la emisora del grupo Bloch en mayo.
Además, escribió para las revistas Manchete, Fatos &  Fotos, Manchete Esportiva y Placar. También fue profesor de informativos televisivos y radiofónicos. Enseñó en la Faculdade Pinheiro Guimarães de 1993 a 1996.
Fue director editorial entre 2000 y 2001 del sitio web MeDeiBem. En 2001 se incorporó al equipo de TVE Brasil donde presentó EsporTVisão. Entre 2008 y 2010, se integró al equipo de ESPN Brasil, actuando como presentador del programa Bate-Bola segunda edición, en la sede de Emissora en Río de Janeiro. En 2011, se unió al equipo de SporTV y Premiere, que dejó en 2019.
En 2009, luego de 11 años fuera de las transmisiones del Carnaval de Río, comandó la transmisión del desfile a la Liga de Escolas de Samba del Grupo Acceso, en CNT.
Falleció el 27 de marzo de 2021, como resultado de las complicaciones del COVID-19.